# TOSスピーク
『TOSスピーク』（ティーオーエススピーク）は、1993年10月1日から2018年4月1日まで24年半、テレビ大分で平日と週末の昼に生放送されていたニュース番組である（フジテレビ発『FNNスピーク』の大分県ローカルパート）。正式タイトルは『FNN TOSスピーク』。

## 番組概要
- テレビ大分は1970年に開局して以来、ANNの昼のニュースを放送していたが、1993年に大分朝日放送が開局してANNを離脱することになったためにこの番組をスタートさせた。

- 同局はこの番組を放送するため、日本テレビ発の『NNN昼のニュース → NNNニュースダッシュ → NNNストレイトニュース』を放送していない。

- 本番組は日曜昼には放送されず、代わりに2016年3月27日までの10分番組枠『TOSテレニュースFNN』が放送されていた。

- また、土曜版は2016年3月26日までがローカル枠においては大分県内のニュースを伝えず、県内の天気予報のみを伝えている。一時期、天気予報もフジテレビと同じものを放送していたが、後にコーナーの始めまたは途中から大分県内の天気予報に切り替えるようになった。

- 2018年3月30日（週末は4月1日）を以て終了し、同年4月2日から2019年3月31日までは『FNN TOSプライムニュース デイズ』がスタートした。

## 出演者
- テレビ大分のアナウンサーが当番制で担当

## タイムテーブル

### 平日版
- 11:30- 「FNNスピーク」（フジテレビ発）オープニング・ヘッドライン、全国ニュース1、特集、CM前ジングル1、提供クレジット（全国）
- 11:40- CM1
- 11:41- 全国ニュース2、スピーク特集、World Topics
- 11:46- 経済情報（祝祭日には放送無し）
- 11:46.40- 全国パート終了、CM2
- 11:47.25- 「つづいて大分から」のテロップを表示、提供クレジット（ローカル）
- 11:47.40- 大分県内ローカルニュース、CM3
- 11:51.45- 天気予報、CM4、エンディング、提供クレジット
- 11:52.15- 『バイキング』ジャンクション
- 11:52.30- 放送終了

## 放送時間の変遷
| 期間      | 期間      | 月 - 金曜             | 土曜                  | 日曜                  |
| --------- | --------- | --------------------- | --------------------- | --------------------- |
| 1993.10.1 | 1999.3.27 | 11:30 - 12:00（30分） | 11:30 - 12:00（30分） | （放送なし）          |
| 1999.3.29 | 2002.9.28 | 11:30 - 12:00（30分） | 11:30 - 11:45（15分） | （放送なし）          |
| 2002.9.30 | 2014.3.31 | 11:30 - 12:00（30分） | 11:45 - 12:00（15分） | （放送なし）          |
| 2014.4.1  | 2016.3.26 | 11:30 - 11:55（25分） | 11:45 - 12:00（15分） | （放送なし）          |
| 2016.3.28 | 2018.4.1  | 11:30 - 11:55（25分） | 11:50 - 12:00（10分） | 11:50 - 12:00（10分） |